# Stazione di Wanne-Eickel Centrale
La stazione di Wanne-Eickel Centrale (in tedesco Wanne-Eickel Hbf) è una stazione ferroviaria che serve i quartieri di Wanne ed Eickel della città di Herne.